# 奉聖夫人朴氏
奉聖夫人（？—1681年），官书作朴氏，夫家之《辉发萨克达氏家谱》则作布母布哩氏。夫家属正黄旗内务府满洲第三佐领下人:18。清朝入关后，第一位被正式册封的皇帝乳母。清朝册封朴氏为“奉圣夫人”，完全是因袭明朝制度。

## 生平
關於朴氏的出身背景，在清朝正史中語焉不詳。布母布哩氏未被《八旗滿洲氏族通譜》收載，只能說明布母布哩氏的娘家身世卑微，名不見經傳。有作者认为“朴氏”是“清初[旗人]使用的汉姓（这种情况并非个例），故而这里的「朴」也不应读作「piáo」:18。
朴氏初嫁正黄旗包衣人巴萨哩为妻，有子哇咯。巴萨哩逝世后，朴氏改嫁哈喇（一作喀喇）:18。前夫巴萨哩早亡，而没有赶上从龙入关的风光。因此，辉发萨克达氏是由朴氏的带领下从龙入关的。故而萨克达一支视朴氏为始迁祖母，她的衣冠塚還在滿井祖塋裡佔據了主穴位置。
順治帝出生不久，朴氏就以“溫惠之資”選入紫禁城，當上了順治帝的乳媼。朴氏克敬克慎，忠於職守，受到了皇宮上下的一致稱讚。順治十一年（1654年）三月，順治帝的第三子玄燁出生。看護玄燁的重擔落在了朴氏的頭上。朴氏勤慎盡職，對乳子女的盡心餵養、撫育和侍奉，使得身處不同階級的主僕群體之間產生了深厚的親情。而這種餵養和撫育也使乳保與乳子女之間除主僕關係外，還存在著倫理關係。
康熙帝后来回忆道：“朕躬幼時，殫心調護，夙夜殷勤。撫視周旋，身不離左右，提攜備至，時罔怠於寒暄。”這一方面反映出朴氏在撫育順康兩代幼主時所起到的重大作用，同時，也表明康熙帝是重感情的，能夠知恩必報。朴氏的继任丈夫哈喇，從各方面支持、配合其當好保姆，因此，後來被授為二等阿達哈哈番世職。順治十一年（1659年）七月，哈喇去世。順治帝念他“保護朕躬有年，忠勤素著”，贈給他“忠襄”的諡號，還特為他建墳立碑。
顺治十六年（1659年），郑成功率兵围攻南京，而清军屡吃败仗。顺治帝既惊恐，又暴躁，便举剑砍断御案，声扬要御驾亲征。皇太后布木布泰只好转身退去，另遣福临之乳母出面劝阻。处于暴怒、急躁状态下的顺治帝失去了理智。对于乳母的苦劝，不仅不听，还想要用剑砍她。这位乳母一说是朴氏，另说是李佳氏:44。
康熙十六年（1677年），朴氏被封為奉聖夫人，頂帽服色照公夫人品級:18。康熙二十年（1681年）六月，朴氏因病溘然長逝。康熙帝回憶往昔，悲從中來，指示有關衙門，朴氏“應得恩卹，宜從優厚”。她的喪禮不僅按照公夫人之禮辦理，還特地在孝陵附近賞給她一塊兆域，為她建墳立碑，並加祭一次。朴氏入葬後，据清实录和起居注记载，康熙帝先後四次親臨園墓給朴氏奠酒。朴氏两世保母，所哺又是二个幼年登基的皇帝，故所得封赠最隆，而其他保母和亲族未必能享受如此优渥的厚遇。
《辉发萨克达氏家谱》所记，其孙辈“因祖母在朝有功，抬入正黃旗滿洲四甲第十六佐领下”。此次抬旗，在清代皇帝乳母家族中“似乎也是个例”:18。

## 备注
1. ↑  顺治帝曾在顺治十七年（1660年），要求礼部追封乳母李氏。是否正式追封不详。
2. ↑  “正黃旗滿洲四甲第十六佐领下”是康熙四十三年（1695年）编立的公中佐领。故有作者认为“其家族抬旗的时间可能很晚，甚至有可能是修谱时的光绪年间才正式抬旗的”[2]:19。